# Fußball-Verbandspokal 2014/15 (Frauen)
Über den Fußball-Verbandspokal 2014/15 werden die Teilnehmer der 21 Landesverbände des DFB am DFB-Pokals der Frauen 2015/16 ermittelt. Die Sieger der Verbandspokale waren zur Teilnahme an der ersten Runde des DFB-Pokals berechtigt. Zweite Mannschaften dürfen nicht am DFB-Pokal teilnehmen. Sollte ein Aufsteiger in die 2. Bundesliga den Verbandspokal gewinnen rückt der unterlegene Finalist nach.

## Endspielergebnisse
Die Tabelle gibt eine Übersicht über die Verbandspokal-Endspiele der Saison 2014/15. Die Mannschaft, die sich für den DFB-Pokal qualifiziert hatte, ist fett dargestellt. Die Abkürzungen hinter den Vereinsnamen stehen für die Spielklassenzuordnung der gleichen Saison: RL = Regionalliga; OL = Oberliga; VL = Verbandsliga; LL = Landesliga. Die folgende Zahl gibt die Ligenebene an. Bei der drittklassigen Regionalliga wird darauf verzichtet.
| Verbandspokal-Endspiele der Saison 2014/15 |                    |                                      |                                  |                     |
| Verband | Ort                | Heimmannschaft                       | Gastmannschaft                   | Ergebnis            |
| Baden Sport-Lines Pokal der Frauen | Karlsruhe-Hagsfeld | ASV Hagsfeld (OL / 4)                | Karlsruher SC (OL / 4)           | 1:2                 |
| Bayern BFV-Verbandspokal | München            | FC Stern München (OL / 4)            | 1. FC Nürnberg (RL)              | 0:3                 |
| Berlin Polytan-Pokal | Berlin             | SFC Stern 1900 (VL / 4)              | Blau-Weiß Hohen Neuendorf (RL) 1 | 1:3                 |
| Brandenburg Landespokal | Zeuthen            | Eintracht Miersdorf/Zeuthen (LL / 4) | FSV Babelsberg 74 (LL / 4)       | 1:3                 |
| Bremen Lotto-Pokal | Bremen             | ATS Buntentor (VL / 4)               | TS Woltmershausen (VL / 4)       | 6:0                 |
| Hamburg ODDSET-Pokal der Frauen | Hamburg            | Bramfelder SV (RL)                   | FC Bergedorf 85 (RL)             | 1:0                 |
| Hessen Hessenpokal | Waldeck            | TSG Neu-Isenburg (VL / 5)            | Eintracht Wetzlar (RL) 1         | 0:4                 |
| Mecklenburg-Vorpommern Polytan Cup | Güstrow            | Güstrower SC 09 (VL / 4)             | 1. FC Neubrandenburg 04 (RL)     | 1:1 n. V. 1:3 i. E. |
| Mittelrhein FVM-Pokal | Düren              | Pulheimer SC (VL / 4)                | Fortuna Köln (RL)                | 0:1                 |
| Niederrhein ARAG-Pokal | Moers              | GSV Moers (RL)                       | Borussia Mönchengladbach (RL) 1  | 1:3                 |
| Niedersachsen NFV-Pokal | Barsinghausen      | SV Union Meppen (OL / 4)             | VfL Jesteburg (OL / 4)           | 2:0                 |
| Rheinland Rheinlandpokal | Diez               | SC 13 Bad Neuenahr (RL)              | TuS Issel (RL)                   | 0:2                 |
| Saarland Saarlandpokal | Püttlingen         | SV Bliesmengen-Bolchen (VL / 4)      | SV Dirmingen (RL)                | 0:2                 |
| Sachsen Sachsenpokal | Weinböhla          | FSV Lokomotive Dresden (LL / 4) 2    | FFV Leipzig II (RL)              | 0:9                 |
| Sachsen-Anhalt Polytan FSA-Pokal | Sandersdorf        | Hallescher FC (RL)                   | Rot-Schwarz Edlau (LL / 4)       | 2:1                 |
| Schleswig-Holstein SHFV-Lotto-Pokal | Meldorf            | TuRa Meldorf (RL)                    | SV Henstedt-Ulzburg (RL) 1       | 0:9                 |
| Südbaden SBFV-Pokal | Marbach            | Polizei-SV Freiburg (VL / 5)         | FC Grüningen (VL / 5)            | 4:0                 |
| Südwest Südwestpokal | Nieder-Olm         | SC Siegelbach (VL / 4)               | TSV Schott Mainz (RL) 1          | 1:6                 |
| Thüringen Thüringenpokal | Gera               | FFC Gera (VL / 4) 3                  | FF USV Jena II (RL)              | 0:7                 |
| Westfalen Westfalenpokal | Recklinghausen     | 1. FFC Recklinghausen (VL / 4)       | DJK-VfL Billerbeck (VL / 4)      | 0:1                 |
| Württemberg wfv-Pokal | Hegnach            | SV Hegnach (VL / 5)                  | FV Löchgau (RL)                  | 4:0                 |
| 1 Die Mannschaft ist als Aufsteiger in die 2. Bundesliga automatisch qualifiziert. 2 Die zweite Mannschaft des FFV Leipzig ist für den DFB-Pokal nicht teilnahmeberechtigt. 3 Die zweite Mannschaft des FF USV Jena ist für den DFB-Pokal nicht teilnahmeberechtigt. |                    |                                      |                                  |                     |